# Knokke Challenger 1989
Il Knokke Challenger 1989 è stato un torneo di tennis facente parte della categoria ATP Challenger Series nell'ambito dell'ATP Challenger Series 1989. Il torneo si è giocato a Knokke in Belgio dal 7 al 13 agosto 1989 su campi in terra rossa.

## Vincitori

### Singolare
Libor Pimek ha battuto in finale  Radek Zahraj con il punteggio di 7–6, 7–6

### Doppio
Xavier Daufresne /  Denis Langaskens hanno battuto in finale  Karel Demuynck /  Libor Pimek con il punteggio di 7–5, 6–2